# De drie spinsters

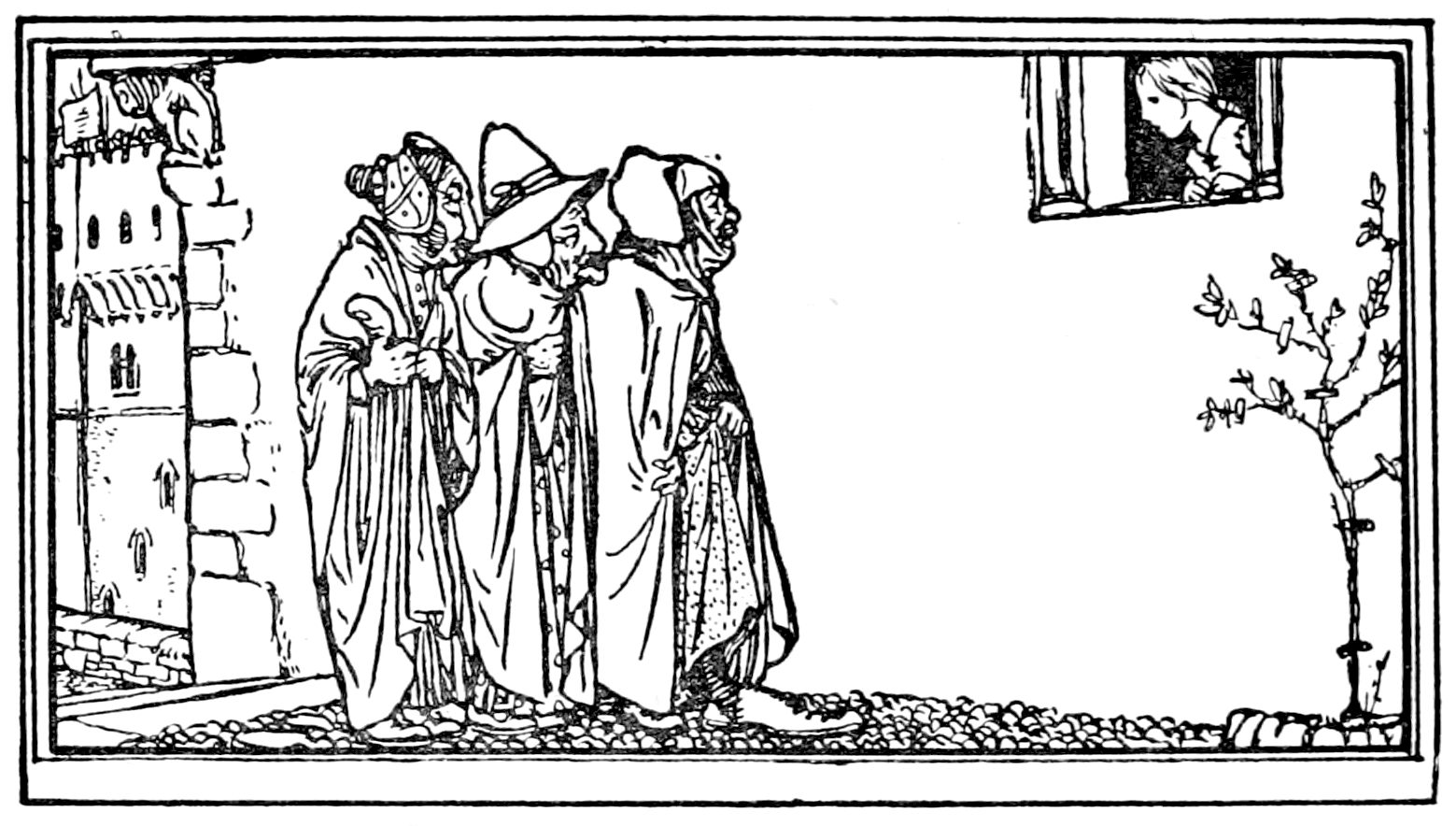
De drie spinsters bieden hun diensten aan, Grimm's Household Tales, 1912

De drie spinsters is een sprookje uit Kinder- und Hausmärchen, de verzameling van de gebroeders Grimm, met als nummer KHM14. De oorspronkelijke naam is Die drei Spinnerinnen.

## Het verhaal
Een moeder geeft haar dochter een pak slaag omdat ze ondanks vele verzoeken niet wil spinnen. De koningin rijdt langs en hoort het huilen van het meisje en vraagt wat er aan de hand is. De moeder schaamt zich voor haar luie dochter en vertelt dat het meisje niet wil ophouden met spinnen, ze is arm en heeft niet genoeg vlas om aan de behoefte van haar dochter te voldoen. De koningin vertelt dat ze blij wordt van een snorrend spinnewiel en ze heeft vlas genoeg, ze vraagt of het meisje met haar mee mag naar het paleis. Het meisje wordt naar boven gebracht, waar drie kamers vol met het mooiste vlas aanwezig zijn. Als het gesponnen is, krijgt het meisje de oudste zoon van de koningin tot gemaal. Haar ijver is voldoende als bruidsschat.
Als het meisje alleen is, begint ze te huilen. Zelfs in driehonderd jaar kan ze al het vlas niet spinnen en ze doet drie dagen lang helemaal niks. De koningin komt op de derde dag kijken en vraagt waarom er niet gesponnen is. Het meisje vertelt dat ze te droevig is door het vertrek uit haar moeders huis. De koningin accepteert het excuus maar vertelt het meisje dat ze de volgende dag wel moet beginnen. Het meisje ziet buiten drie vrouwen aankomen en de eerste heeft een brede platvoet, de tweede een grote onderlip en de derde een brede duim. Ze bieden aan haar te helpen met spinnen op voorwaarde dat het meisje hen als nichten uitnodigt op het huwelijksfeest. Het meisje mag zich niet voor de vrouwen schamen en ze beginnen met het werk.
De eerste trekt aan de draad en trapt op het wiel, de tweede likt aan de draad en de derde draait hem rond en tikt met haar vinger op de tafel, waarbij een tol fijn gesponnen garen op de grond valt. Als al het vlas is gesponnen, vertrekken de dames en herinneren het meisje aan haar belofte. De koningin begint met de voorbereiding van de bruiloft en de prins is blij zo'n ijverige vrouw te krijgen. De drie vrouwen worden uitgenodigd als nichten van de bruid en de bruidegom vraagt zich af hoe zijn bruid aan zulke lelijke familieleden komt. De eerste vrouw vertelt dat ze een brede voet heeft gekregen van het trappen, de tweede vrouw vertelt dat haar lip is gaan hangen van het likken en de derde vertelt dat haar duim zo breed is door het draaien. De koningszoon verbiedt zijn bruid dan ooit weer een spinnewiel aan te raken.

## Achtergronden bij het verhaal

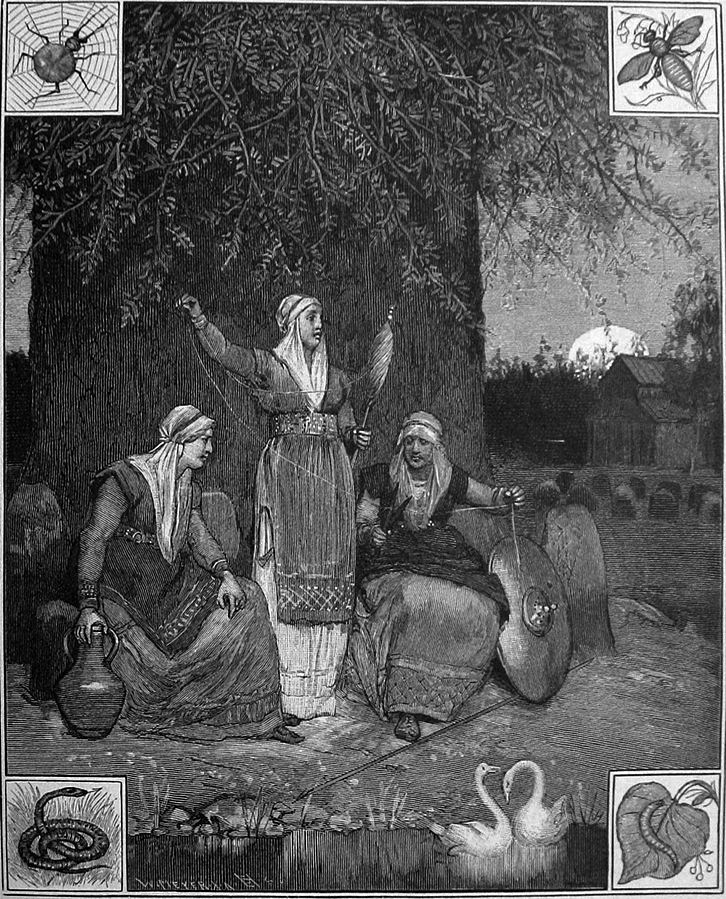
De drie nornen en de levensdraad

- Het sprookje komt uit Hessen en Corvei.
- Het sprookje is in heel Europa bekend.
- In de eerste editie van Kinder- und Hausmärchen stond een kortere variant van het sprookje, Von dem bösen Flachsspinnen, beschreven. In dit sprookje gaat de koning op reis en laat veel vlas achter om door zijn dochters te worden gesponnen. Als hij terugkomt laat de koningin de drie lelijke vrouwen zien en de koning wil dan niet langer dat er door zijn dochters gesponnen wordt.
- Giambattista Basile publiceerde een vergelijkbaar sprookje, dit is ouder dan de versie beschreven door de gebroeders Grimm.
- Het getal drie komt verschillende keren voor in het sprookje.
- De drie spinsters zijn volgens de Grimms verwant met Urd, Verdandi en Skuld, de drie Nornen uit de Noordse mythologie. De drie vrouwen komen op verschillende wijze voor in de vele sprookjes, in andere varianten tranen de ogen van de eerste vrouw door stof van het vlas, heeft de tweede een grote mond en is de derde vrouw dik. In de Griekse mythologie is dit Moira, met als gedaanten Klotho, Lachesis en Atropos. Zie ook de drie Horen en triade. Het verwijst naar het spinnen van de levensdraad. Denk ook aan de drie goede feeën uit Doornroosje (KHM53), de draad van Ariadne en het labyrint van de Minotaurus. Frigg spint de wolken en Vrouw Holle schudt haar beddengoed, zodat sneeuw verschijnt.
- Luie en ijverige spinsters komen voor in Vrouw Holle (KHM24), De zes zwanen (KHM49), De luie spinster (KHM 128), Klitten (KHM156), De waternimf in de vijver (KHM181), Het klosje, de schietspoel en de naald (KHM188).
- Het sprookje heeft veel overeenkomsten met Repelsteeltje (KHM55), maar verschilt ook op veel punten.
- Perchta wordt ook voorgesteld als Butzebercht, een oude vrouw met mismaakte voet (een ganzen- of zwanenvoet, dit komt door het vele spinnen).